# Огърличести змии
Огърличестите змии (Diadophis) са род влечуги от семейство Смокообразни (Colubridae).
Таксонът е описан за пръв път от американския естественик Спенсър Фулъртън Бърд през 1853 година.

## Видове
- Diadophis punctatus – Точкова огърлична змия
- Diadophis texensis